# تاما موريتا
تاما موريتا (باليابانية: 森田たま) (19 ديسمبر 1894، سابورو في اليابان - 31 أكتوبر 1970، طوكيو في اليابان)؛ كاتِبة، سياسية وروائية يابانية.